# Pugettia dalli
Pugettia dalli är en kräftdjursart som beskrevs av M. J. Rathbun 1893. Pugettia dalli ingår i släktet Pugettia och familjen Epialtidae. Inga underarter finns listade i Catalogue of Life.